# Kevin Tano
Kevin Tweneboa Tano (* 5. Dezember 1992 in Amsterdam) ist ein niederländischer ehemaliger Fußballspieler ghanaischer Abstammung.

## Karriere
Tano begann seine Karriere beim Zweitligisten FC Volendam. Dort gab er im April 2011 sein Profidebüt, als er im Spiel gegen Go Ahead Eagles Deventer in Minute 67 eingewechselt wurde. Im Sommer 2011 wechselte er zum Erstligisten ADO Den Haag, wurde jedoch direkt an den FC Dordrecht verliehen. Nachdem er im Sommer 2012 zunächst nach Den Haag zurückgekehrt war, wurde er, nachdem er kein Spiel für ADO absolviert hatte, in der Winterpause 2012/13 wieder nach Dordrecht verliehen. Im Sommer 2013 wechselte er zum belgischen Zweitligisten Royal Antwerpen. Für den Verein aus Antwerpen konnte er in seiner Debütsaison in 30 Spielen sechs Tore erzielen. Im Winter 2014/15 wechselte er zum israelischen Zweitligisten Maccabi Herzlia. Nach 35 Spielen, in denen er vier Tore erzielen konnte, verließ er den Verein im Januar 2016.
Im Juli 2016 wechselte er zum österreichischen Zweitligisten SV Horn, bei dem er einen bis Juni 2020 gültigen Vertrag erhielt.
Nach dem Abstieg aus der zweiten Liga verließ er Horn nach der Saison 2016/17. Im August 2017 wechselte er nach Finnland zum Erstligisten PS Kemi Kings. Bis 2021 war er dann in der zyprischen zweiten Liga aktiv. Seit 2021 spielt er nicht mehr im professionellen Fußball.